# Лісне (Богодухівський район)
Лісне — селище в Україні, у Краснокутській селищній громаді Богодухівського району Харківської області. До 2020 орган місцевого самоврядування — Мурафська сільська рада.

## Географія
Селище Лісне знаходиться на відстані 2 км від річки Мерчик і примикає до села Мурафа. Селище оточене великим лісовим масивом (дуб). Поруч проходить автомобільна дорога Т 2106.

## Історія
12 червня 2020 року, розпорядженням Кабінету Міністрів України № 725-р «Про визначення адміністративних центрів та затвердження територій територіальних громад Харківської області», увійшло до складу Краснокутської селищної громади.
19 липня 2020 року, в результаті адміністративно-територіальної реформи та ліквідації Краснокутського району, селище увійшло до складу Богодухівського району.